# Bartolomeo d'Avanzo
Bartolomeo kardinal d'Avanzo, italijanski rimskokatoliški duhovnik, škof in kardinal, * 3. julij 1811, Avella, † 20. oktober 1884, Avella.

## Življenjepis
20. septembra 1834 je prejel duhovniško posvečenje.
18. marca 1851 je bil imenovan za škofa Castellanete (škofovsko posvečenje je prejel 
28. marca 1851) in 13. julija 1860 še za škofa Calvija e Teana.
3. aprila 1876 je bil povzdignjen v kardinala in imenovan za kardinal-duhovnika S. Susanna.